# Hydraena malickyi
Hydraena malickyi är en skalbaggsart som beskrevs av Manfred A. Jäch 1989. Hydraena malickyi ingår i släktet Hydraena och familjen vattenbrynsbaggar. Inga underarter finns listade i Catalogue of Life.